# 家日和
『家日和』（いえびより）は、奥田英朗による日本の短編小説集。『小説すばる』（集英社）2004年9月号から2006年12月号に掲載、2007年4月5日に集英社から刊行された。第20回柴田錬三郎賞受賞作。
表紙は本城直季の写真作品。西村拓作画で漫画化され『オフィスユー』（集英社）に掲載された。
平成の家族小説シリーズ第1弾で、2011年には、同じく「家族」を題材にした第2弾『我が家の問題』が、2015年には第3弾『我が家のヒミツ』が出版された。

## 収録作
初めてのインターネットオークションで落札者から「非常に良い」の評価を受けた喜びから、家にある不用品を次々出品し始め、ついには夫の私物を許可なく出品し始めてしまう主婦を描く「サニーデイ」、会社が倒産しどうしようかと迷う間もなく妻が前の職場に復帰し、専業主夫となった夫の奮闘振りを描く「ここが青山」、妻との別居が決まり、がらんどうと化した部屋を心おきなく自分の趣味に合わせて模様替えする「家においでよ」、内職斡旋会社の担当者が、冴えない中年男から柑橘系の香水を付けた今時の若者に代わり、淫夢を見るようになった主婦を描く「グレープフルーツ・モンスター」、夫が勝手に転職を決める度に、将来への危機感からか仕事の質が格段に上がるイラストレーターを描く「夫とカーテン」、ロハスにハマった妻やその仲間を揶揄するユーモア小説を書いてしまったことを後悔する作家を描く「妻と玄米御飯」など家庭内の出来事を描く家族小説。
全編とも『小説すばる』（集英社）に掲載された。
- サニーデイ（2005年11月号）
- ここが青山（2006年10月号）
- 家（うち）においでよ（2006年2月号）
- グレープフルーツ・モンスター（2004年9月号）
- 夫とカーテン（2005年7月号）
- 妻と玄米御飯（2006年12月号）

## 書誌情報
- 家日和（2007年4月5日、集英社、ISBN 978-4-08-774852-9）
- 家日和（2010年5月20日、集英社文庫、ISBN 978-4-08-746552-5）

## 漫画
- 家日和（作画：西村拓、2008年5月19日、集英社オフィスユーコミック）ISBN 978-4420151511